# 포노이강

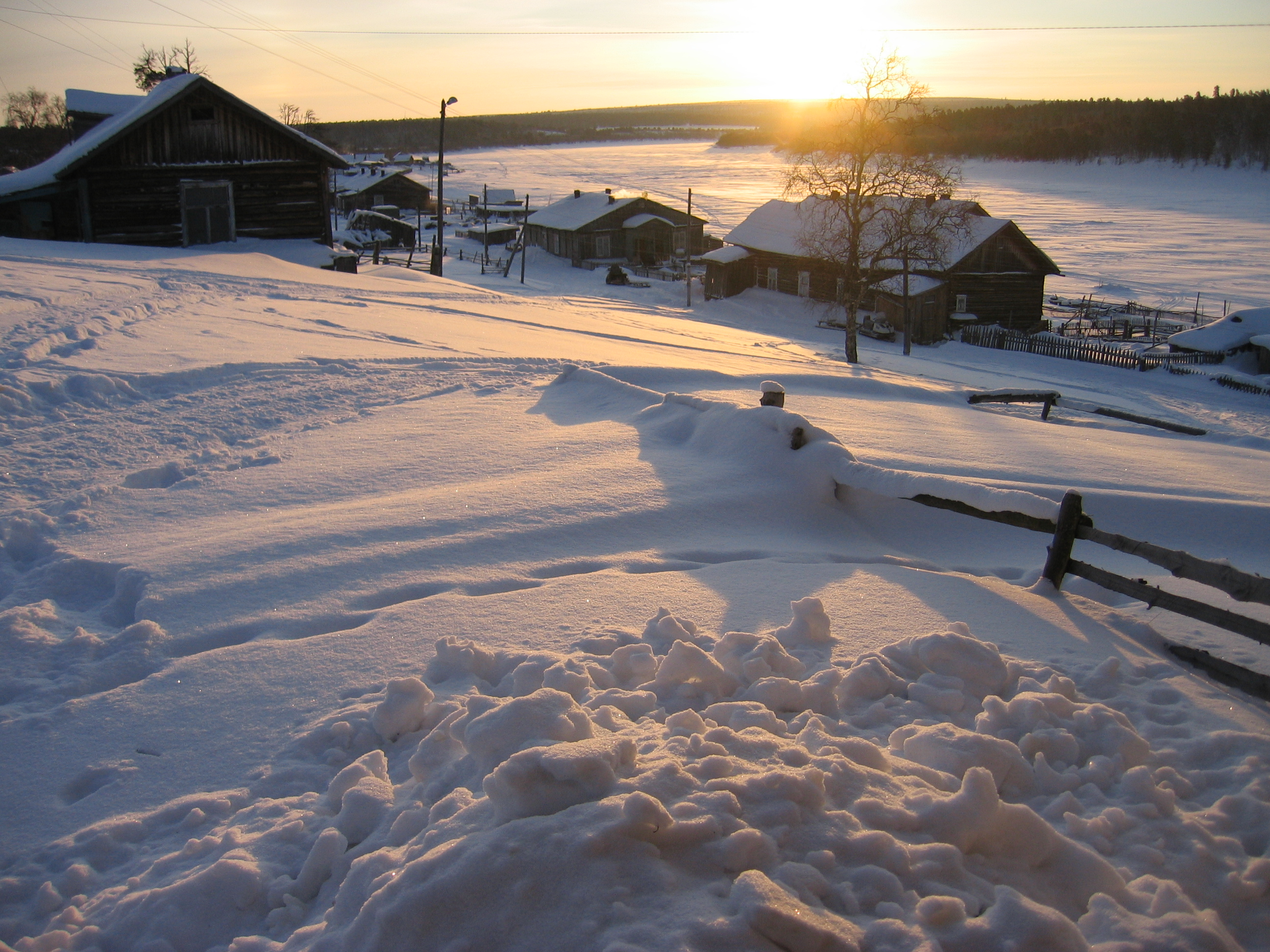

포노이강(러시아어: Поной)는 콜라반도에 위치한 강이다. 유역 길이는 426 km이고, 면적은 15,500 km2이다. 백해로 흘러 들어간다. 10월~11월 일찍 얼어 붙고 5월 중순부터는 풀어진다.